# Aspiskeri
Aspiskeri (Aspskär) med Korkiakari är en ö i Finland. Den ligger i Bottenhavet och i kommunen Euraåminne (tidigare Luvia) i den ekonomiska regionen  Björneborgs ekonomiska region i landskapet Satakunta, i den sydvästra delen av landet. Ön ligger omkring 17 kilometer sydväst om Björneborg och omkring 230 kilometer nordväst om Helsingfors.
Öns area är 87,8 hektar och dess största längd är 1,7 kilometer i sydöst-nordvästlig riktning. Ön höjer sig omkring 10 meter över havsytan.

## Delöar och uddar
- Aspiskeri 61°23′29″N 21°30′53″Ö / 61.39147°N 21.51464°Ö
- Kränskeri 61°23′21″N 21°30′31″Ö / 61.38918°N 21.50873°Ö (udde)
- Vellinginholmi 61°23′17″N 21°30′53″Ö / 61.38819°N 21.51474°Ö (udde)
- Korkiakari 61°22′59″N 21°30′51″Ö / 61.38311°N 21.51417°Ö